# Vaigat (geografia)

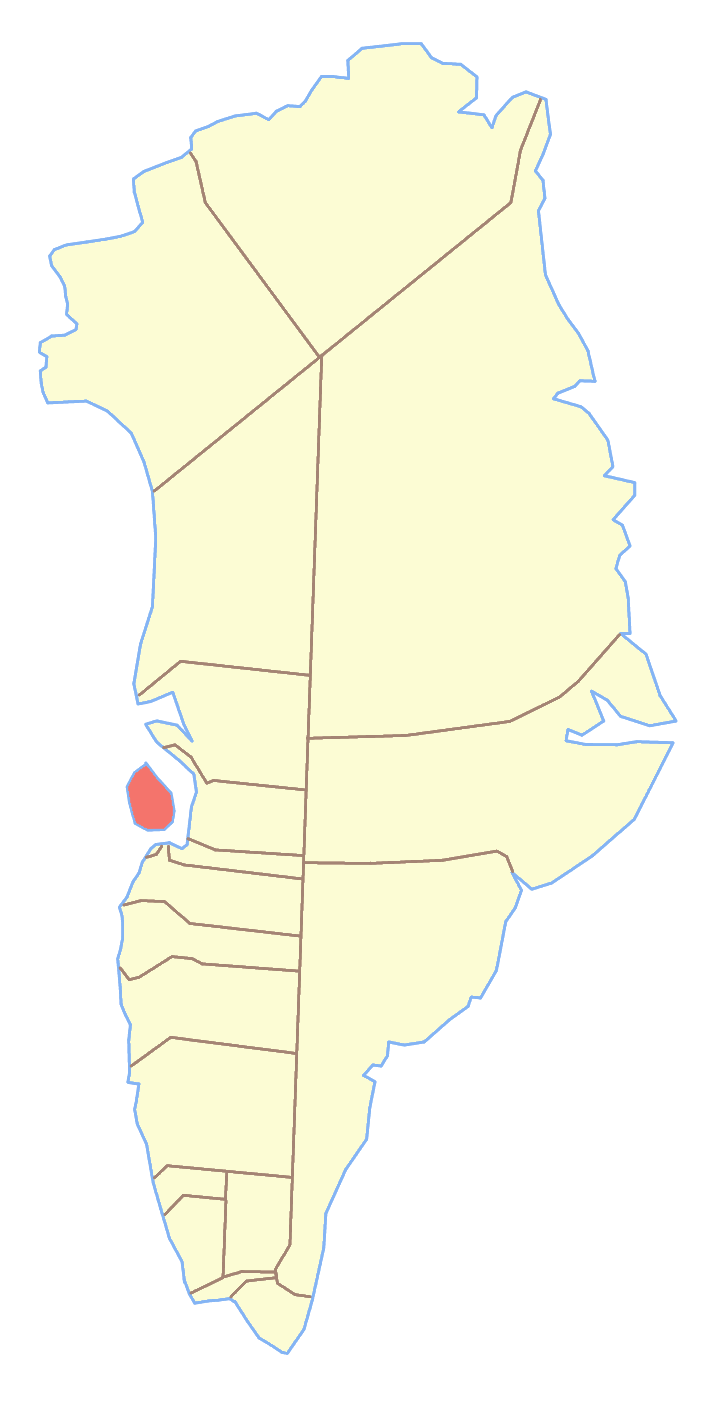
L'isola di Disko

Il Vaigat è uno stretto della Groenlandia lungo circa 150 km. È disposto da nord-ovest a sud-est e mette in comunicazione la baia di Baffin a ovest con la baia di Disko a est; separa inoltre la penisola del Nugssuaq a nord dall'isola di Disko a sud. La costa nord appartiene al comune di Avannaata e la costa sud (cioè l'isola di Disko) a quello di Qeqertalik; vi si affacciano i villaggi di Qullissat e Saqqaq.